# Ellen Rydbeck
Ellen Maria Rydbeck, född 27 november 1884 i Lund, död där 6 februari 1976, var en svensk konsthantverkare och bokkonstnär.
Hon var dotter till urmakaren Carl Henrik Rydbeck och Christina Friberg samt syster till Otto Rydbeck och Thure Rydbeck. Hon medverkade i ett flertal utställningar med sina bokband, bland annat visade hon upp bokband och handmålade lampslöjor vid utställningen Lundakonstnärer på Lunds universitets konstmuseum 1919, och med bokband och batik när Sydsvenska föreningens för konsthantverk genomförde en utställning i Malmö 1921. Hon etablerade på 1920-talet en egen ateljé i Lund där hon utförde konstnärliga bokband och adresser. Ellen Rydbeck är begravd på Norra kyrkogården i Lund.